# 普爾森

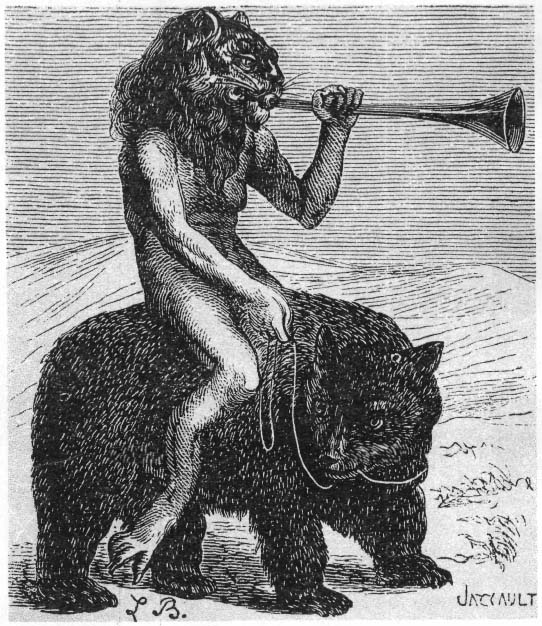
《地獄辭典》中普爾森的畫像

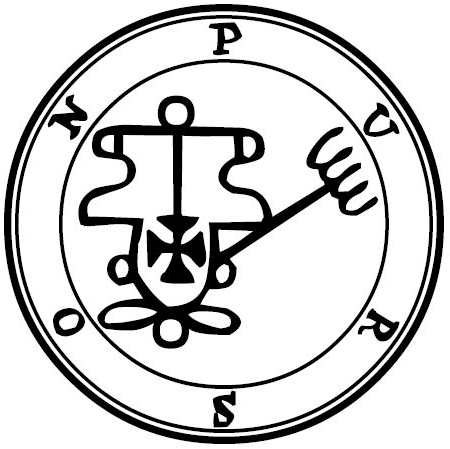
普爾森的印記

普爾森（Purson），所羅門王72柱魔神中排第20位的魔神。位階為王，統帥22個軍團；外表是騎著強壯巨熊，手上揮舞著毒蛇，體格壯碩的獅面男人。
他能隱藏或是顯現那些被隱蔽的寶藏；他能看見任何時間所發生的一切，並能為追隨者帶來強大的僕從；他能為萬物帶來真正的答案，但卻會引誘尋知者詢問那些他們無法承擔的問題。
相傳許多書中都有提到祂原本是座天使或力天使墮天之後變成的惡魔。